# Joseph Olenghankoy
Joseph Olenghankoy Mukundji ou Olengakhoy ou Olenga Nkoy est un homme politique de la république démocratique du Congo. Il est, sous le gouvernement de transition, ministre des Transports et des Communications jusqu'au 25 novembre 2004 quand il est suspendu par le président Joseph Kabila. Il a été coordonnateur du Rassemblement aile Kasa-Vubu et président du Conseil national de suivi de l’accord de la Saint-Sylvestre, lequel accord signé le 31 décembre 2016 sous la médiation de l'église catholique par la majorité présidentielle, l'opposition et la société civile a permis au président Joseph Kabila alors en fin de son deuxième mandat de rester au pouvoir jusqu'au prochaines élections.

## Biographie
Joseph Olenghankoy a fait ses études à l'université de l'Illinois aux États-Unis.